# アンドレイ・エピシン
アンドレイ・エピシン（ロシア語: Андрей Сергеевич Епишин, ラテン文字転写: Andrey Sergeyevich Yepishin、1981年6月10日 ‐ ）は、ロシア・ジュコーフスキー出身で短距離走が専門の陸上競技選手。100mで10秒10、室内60mで6秒52の自己ベストを持つ、両種目のロシア記録保持者。2006年ヨーテボリヨーロッパ選手権男子100mと2006年モスクワ世界室内選手権男子60mの銀メダリストである。母親は現役時代に中距離走で活躍したエカテリーナ・ポドコパエワ。

## 経歴
2004年3月のブダペスト世界室内選手権男子60mに出場すると、予選を6秒64の自己ベスト（当時）で突破し、前回大会に続いて準決勝に進出した。準決勝でも6秒63の自己ベスト（当時）をマークしたが、タイムで拾われた最後の枠の選手とは0秒01差で決勝進出を逃した。
2005年3月のマドリードヨーロッパ室内選手権男子60mに出場すると、準決勝を6秒58の自己ベスト（当時）および全体1位タイで突破し、初出場ながら決勝に進出した。メダルのかかった決勝では6秒65とタイムを落とし、3位と0秒03差の4位でメダルは逃した。
2006年3月に地元ロシアで開催されたモスクワ世界室内選手権男子60mに出場すると、準決勝では自己ベスト（当時6秒58）に迫る6秒59をマークし、組1着（全体4位）で決勝に進出した。この種目ではロシア勢初のファイナリストになると、決勝では6秒52のロシア新記録を樹立し、アメリカのレオナルド・スコット（6秒50）に次いで銀メダルを獲得した。
2006年8月のヨーテボリヨーロッパ選手権に出場すると、男子100m準決勝を10秒12（+1.5）の自己ベスト（当時）および全体1位で突破。決勝では予選の記録を更に縮める10秒10（+1.3）のロシア新記録を樹立したが、大会新記録で優勝したポルトガルのフランシス・オビクウェル（9秒99）に次ぐ銀メダルに終わった。この種目におけるロシア勢のメダル獲得は、1994年ヘルシンキ大会で銅メダルを獲得したAleksandr Porkhomovskiy（英語版）以来12年ぶりとなった。

## 家族
母親は現役時代に中距離走で活躍したエカテリーナ・ポドコパエワ。世界選手権では1983年ヘルシンキ大会の女子800mと女子1500mで銅メダルを獲得し、世界室内選手権では1993年トロント大会と1997年パリ大会の女子1500mで金メダルを獲得している。1997年パリ世界室内選手権の1500mで金メダルを獲得した時の年齢は44歳と271日で、これは全種目を通じて世界室内選手権における最年長金メダリスト記録となっている（男子も含め）。

## 自己ベスト
記録欄の（　）内の数字は風速（m/s）で、+は追い風を意味する。
| 種目 | 記録          | 年月日        | 場所       | 備考       |
| 屋外 | 屋外          | 屋外          | 屋外       | 屋外       |
| ---- | ------------- | ------------- | ---------- | ---------- |
| 100m | 10秒10 (+1.3) | 2006年8月6日  | ヨーテボリ | ロシア記録 |
| 室内 |               |               |            |            |
| 50m  | 5秒80         | 2009年2月10日 | リエヴァン |            |
| 60m  | 6秒52         | 2006年3月10日 | モスクワ   | ロシア記録 |

## 主要大会成績
備考欄の記録は当時のもの
| 年   | 大会                      | 場所         | 種目    | 結果    | 記録          | 備考                                                  |
| ---- | ------------------------- | ------------ | ------- | ------- | ------------- | ----------------------------------------------------- |
| 2003 | 世界室内選手権            | バーミンガム | 60m     | 準決勝  | 6秒77         |                                                       |
| 2003 | ユニバーシアード (en)     | 大邱         | 4x100mR | 2位     | 39秒67 (4走)  |                                                       |
| 2004 | 世界室内選手権            | ブダペスト   | 60m     | 準決勝  | 6秒63         | 自己ベスト                                            |
| 2004 | オリンピック              | アテネ       | 100m    | 2次予選 | 10秒29 (-0.1) |                                                       |
| 2004 | オリンピック              | アテネ       | 4x100mR | 予選    | 39秒19 (4走)  |                                                       |
| 2005 | ヨーロッパ室内選手権 (en) | マドリード   | 60m     | 4位     | 6秒65         |                                                       |
| 2005 | ユニバーシアード (en)     | イズミル     | 100m    | 2位     | 10秒43 (+0.7) |                                                       |
| 2005 | ユニバーシアード (en)     | イズミル     | 4x100mR | 5位     | 39秒61 (4走)  |                                                       |
| 2006 | 世界室内選手権            | モスクワ     | 60m     | 2位     | 6秒52         | ロシア記録 ロシア男子勢初のファイナリスト＆メダリスト |
| 2006 | ヨーロッパ選手権          | ヨーテボリ   | 100m    | 2位     | 10秒10 (+1.3) | ロシア記録                                            |
| 2006 | ヨーロッパ選手権          | ヨーテボリ   | 4x100mR | 予選    | 39秒31 (4走)  | 決勝進出                                              |
| 2006 | ワールドカップ (en)       | アテネ       | 100m    | 7位     | 10秒27 (+1.1) |                                                       |
| 2006 | ワールドカップ (en)       | アテネ       | 4x100mR | 4位     | 38秒78 (4走)  |                                                       |
| 2008 | 世界室内選手権            | バレンシア   | 60m     | 8位     | 6秒70         |                                                       |
| 2008 | オリンピック              | 北京         | 100m    | 2次予選 | 10秒25 (-0.1) |                                                       |